# Musculi intertransversarii
Intertransversarii er små muskler placeret mellem tværtappene på vertebrae.